# Xu Rui
Xu Rui (6 de junio de 1995), es una luchadora china de lucha libre. Conquistó una medalla de bronce en Campeonato Asiático de 2016. Tercera en Campeonato Mundial de Juniores del año 2013. Ella compitió en el evento de estilo libre femenino de 63 kg en los Juegos Olímpicos de Verano de 2016, donde fue eliminada en los cuartos de final por Inna Trazhukova.